# سوفانوفونج
سوفانوفونج (باللاوية: ສະເດັດເຈົ້າສຸພານຸວົງ) (و. 1909 – 1995 م) هو سياسي من لاوس، فرنسا . ولد في لوانغ برابانغ . تولى منصب رئيس جمهورية لاوس (2 ديسمبر 1975–15 أغسطس 1991) .
وهو عضو في حزب الشعب الثوري اللاوسي .
توفي في فيينتيان .
| المناصب السياسية | المناصب السياسية              | المناصب السياسية |
| ---------------- | ----------------------------- | ---------------- |
| سبقه             | رئيس جمهورية لاوس 1975 - 1991 | تبعه             |

## روابط خارجية
- سوفانوفونج على موقع الموسوعة البريطانية (الإنجليزية)
- سوفانوفونج على موقع مونزينجر (الألمانية)